# Mohammed Zaboul
Mohammed Zaboul (Marocco, 19 febbraio 1979) è un ex calciatore marocchino, attaccante conosciuto anche come  Simo Zaboul attualmente ds del Fiorentino.

## Carriera

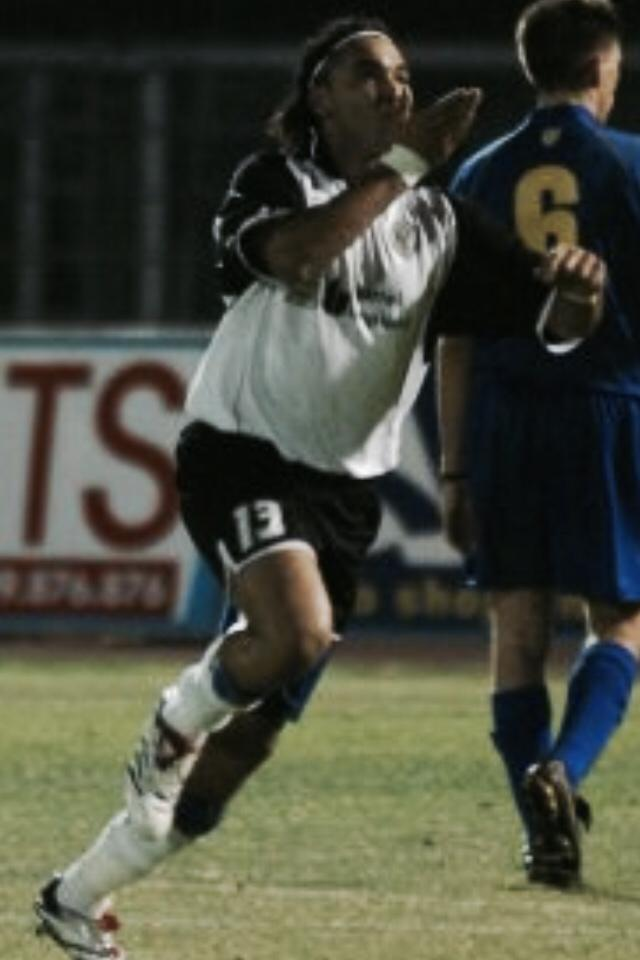
Zaboul esulta con la maglia del Murata

Dopo aver giocato nel Montecolombo, nel 2003 Zaboul si è trasferito nel Pennarossa, squadra del campionato sammarinese, con cui ha vinto il campionato nazionale nel 2003-2004. Nella stagione seguente ha esordito nelle competizioni UEFA per club disputando il primo turno preliminare della Coppa UEFA 2006-2007 contro lo Željezničar, realizzando nella partita di andata l'unico gol della squadra sammarinese.

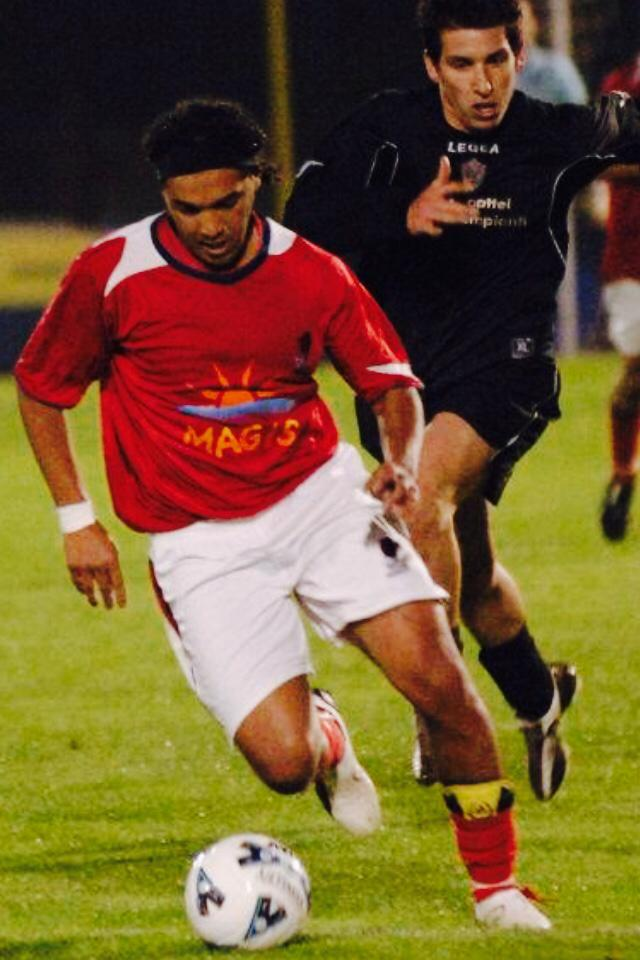
Mohammed Zaboul Pennarossa Murata

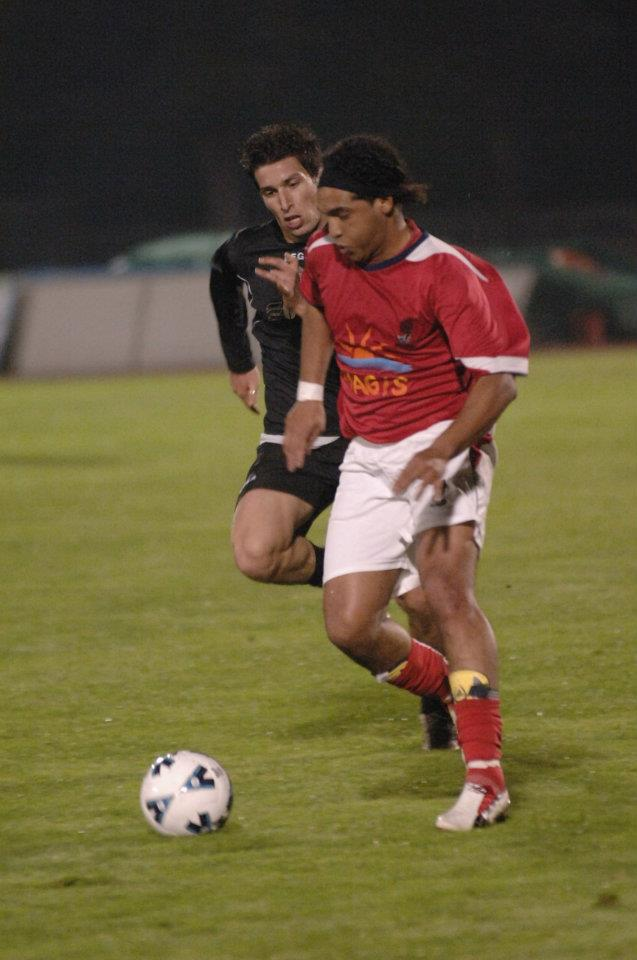
Zaboul nella partita Pennarossa - Murata

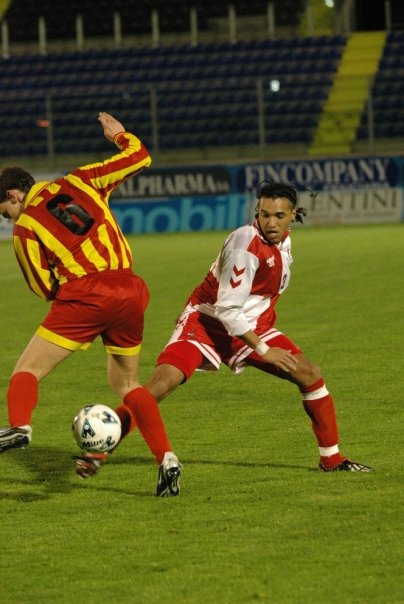
Pennarossa vs Domagnano Zaboul

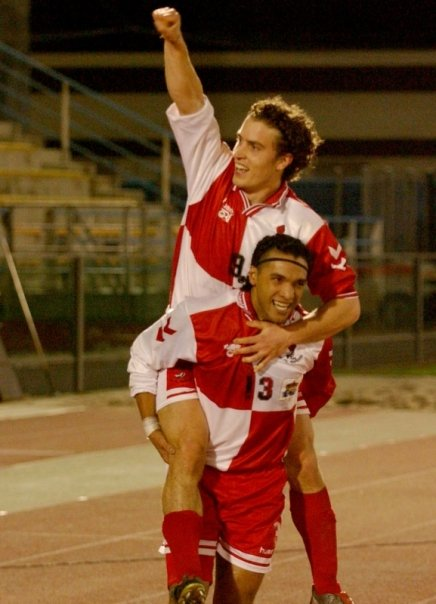
Zaboul esulta il gol con Ciacci Pennarossa

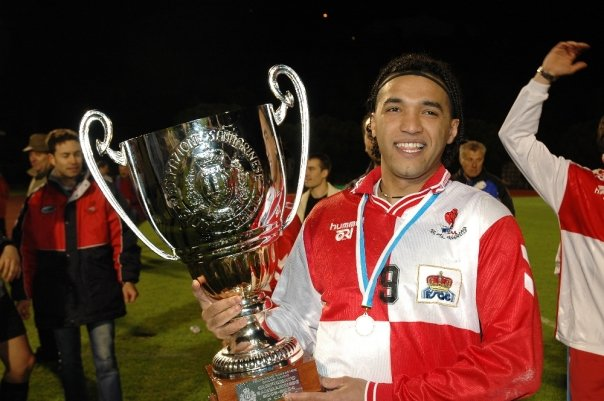
Zaboul Pennarossa Coppa campionato sammarinese

Nel 2006 è passato al Murata con cui ha vinto altri due campionati e ha giocato la partita di ritorno del primo turno preliminare della UEFA Champions League 2007-2008 contro il Tampere United.
Zaboul nell'estate 2010 passa al Folgore/Falciano, dove disputa un ottimo campionato.

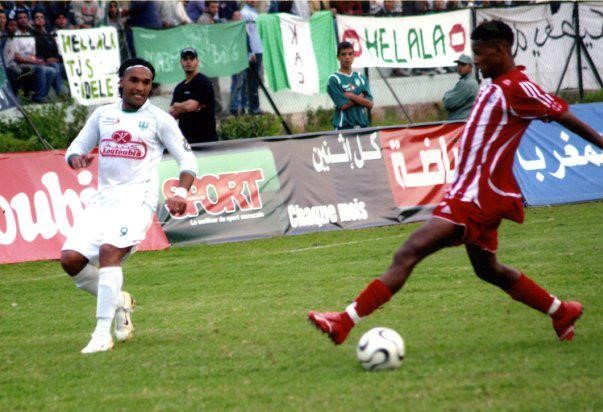
Zaboul vs WYDAD Casablanca

## Palmarès

### Club

#### Competizioni nazionali
- Campionato sammarinese: 4

Pennarossa: 2003-2004
Murata: 2006-2007, 2007-2008, 2009-2010
- Coppa Titano: 5

Pennarossa: 2004-2005, 2005-2006
Murata: 2006-2007, 2007-2008, 2009-2010
- Trofeo Federale: 5

Pennarossa: 2003, 2004
Murata: 2006, 2007, 2008

### Individuale
- Capocannoniere del  Campionato sammarinese: 3

Pennarossa: 2003-2004 (24 gol), 2005-2006 (20 gol)
Murata: 2008-2009 (21 gol)